# Дантонія полегла
Дантонія полегла (Danthonia decumbens) — вид багаторічних трав'янистих рослин родини тонконогові (Poaceae). Етимологія: лат. decumbens — «лежачий».

## Опис
Стебла від притиснутих до зведених, (10)15–30(70) см. Листові пластинки яскраво-зелені, плоскі або скручені всередину, 5–25 см завдовжки; 2–4 мм шириною, верхівки тупі, або різко гострі. Суцвіття — волоть, включає (3)4–9(11) родючих колосків, волоті 2–7 см. Колоски 6–12 мм. Кожен колосок має від двох до п'яти квіток. 2n=36.

## Поширення
Північна Африка: Алжир, Марокко, Туніс; Азія: Грузія, Туреччина; Європа: Білорусь, Естонія, Латвія, Литва, Росія (європейська частина), Україна, Австрія, Бельгія, Чехія, Німеччина, Угорщина, Нідерланди, Польща, Словаччина, Швейцарія, Данія, Фінляндія, Ісландія, Ірландія, Норвегія, Швеція, Велика Британія, Албанія, Болгарія, Хорватія, Італія, Румунія, Словенія, Франція, Португалія, Іспанія. Натуралізований: Австралія, Нова Зеландія, Канада, Сполучені Штати.
Зростає, як правило, на кислих пустках, на піщаних або торф'яних ґрунтах, які також часто вологі, але також на гірських вапняках.
В Україні вид росте на лісових галявинах, у розріджених лісах, на суходолових луках — у Правобережному та Західному Поліссі, західних лісових районах та Карпатах, часто; у Лівобережному Поліссі та на заході Правобережного Лісостепу; досить часто на кримських яйлах.

## Галерея

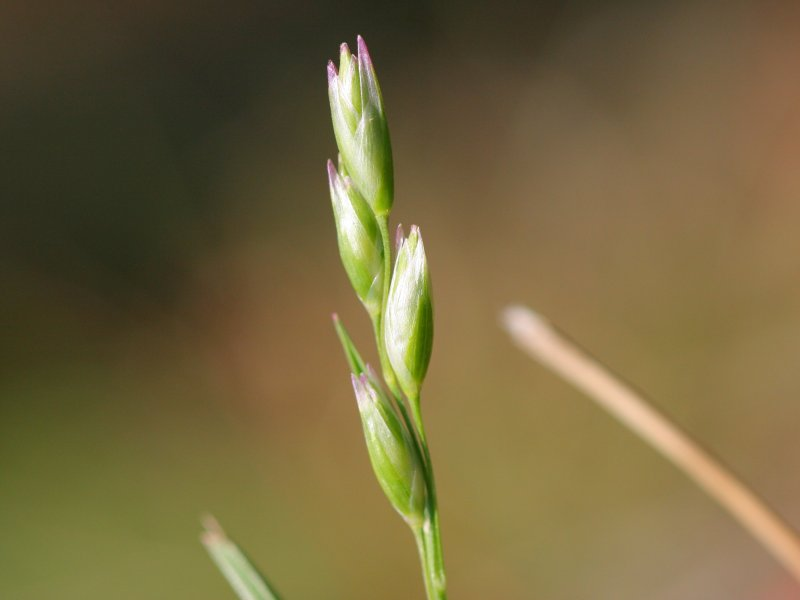
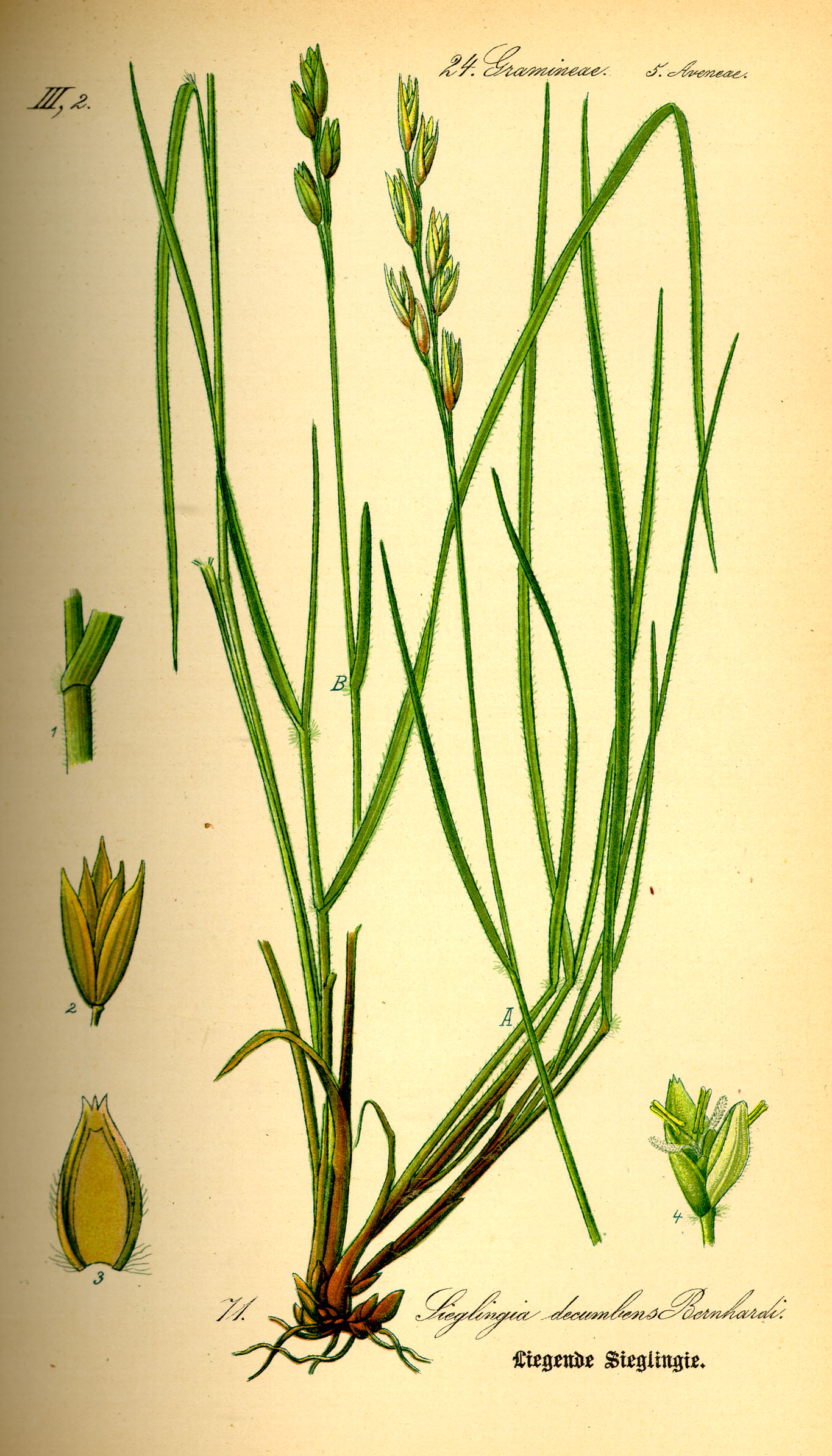